# Central de Can Benet
La Central de Can Benet és una central hidroelèctrica de Sant Joan de les Abadesses (Ripollès) protegida com a Bé Cultural d'Interès Local.

## Descripció
Edifici d'una sola nau cobert a dues aigües. La façana principal està formada per la porta d'accés, dues finestres i dues petites obertures; la paret lateral té tres finestrals de punt rodó; i la part posterior conserva una obertura tapiada. De les barbacanes penja un fris decoratiu simple i de fusta. Al costat d'aquest edifici hi ha un altre que acollia un motor dièsel, instal·lat els anys 1963-1964, i que posteriorment, entre el 1985 i el 1987, va acollir el transformador. Al seu interior hi ha dues turbines. Inicialment hi havia un parterre enjardinat al voltant de l'edifici.

## Història
La central hidroelèctrica va ser promoguda per Ramon Benet, i es va construir per substituir la que hi havia anteriorment a la vora del pont de Perella. Gràcies a una plafó ceràmic conservat a la façana principal, es pot saber l'any de construcció: "Central Hidro Elèctrica. Año 1923. Sn Juan de las Abadesas". No obstant això, la inauguració va tenir lloc un any després, el dia de Santa Magdalena.